# 幾野道子
幾野 道子（いくの みちこ、1924年10月12日 - ）は、日本の女優。本名は斉藤安紀子。東京府（現東京都）出身。特技は日本舞踊。

## 来歴・人物
1939年に松竹少女歌劇団へ入団する。1945年に映画『新風』でデビューする。1946年にGHQの「日本人だって接吻しているに違いないから、一度作ってみろ」という指導により『はたちの青春』（5月公開）で大坂志郎と日本映画初とされる接吻シーンを演じた。この接吻シーンは大きな話題になった。封切日の5月23日が「キスの日」となる由来となった。ただし、『はたちの青春』公開に先立つ1946年1月公開の短編映画『ニコニコ大会 追ひつ追はれつ』において、森川信と幾野の接吻シーンがあり、こちらを日本映画初の接吻シーンのある映画とみなすむきもある。いずれにせよ、「日本映画初の接吻シーンを演じた女優」ならば幾野道子となる。
1960年頃まで松竹映画に出演する。

## 出演作品

### 映画
- 新風（1945年）
- ニコニコ大会 追ひつ追はれつ（1946年）
- 女生徒と教師（1946年）
- はたちの青春（1946年）
- 人生画帖（1946年）
- 金ちゃんのマラソン選手（1946年）
- 最後の鉄腕（1947年）
- 処女は真珠の如く（1947年）
- 若き日の血は燃えて（1947年）
- シミ金の拳闘王（1947年）
- 旅装（1948年）
- 受胎（1948年）
- 追跡者（1948年）
- 五人目の目撃者（1948年）
- 武装警官隊（1948年）
- 緑なき島（1948年）
- 嫉妬（1949年）
- 美しき罰（1949年）
- 花婿三段跳び（1949年）
- 殺人鬼（1949年）
- 悲恋模様 前篇東京篇（1949年）
- 悲恋模様 後篇大阪篇（1949年）
- 乾杯!若旦那（1951年）
- 男の哀愁（1951年）
- 天明太郎（1951年）
- 天使も夢を見る（1951年）
- 夢多き頃（1951年）
- 適齢三人娘（1951年）
- とんかつ大将（1952年）
- 紅扇（1952年）
- 伊豆の艶歌師（1952年）
- 黄色い鞄（1952年）
- 女のいのち （1952年）
- 母の山脈（1952年）
- 新婚の夢（1952年）
- 坊ちゃん重役（1952年）
- うず潮（1952年）
- 明日は月給日（1952年）
- 若奥様一番勝負（1952年）
- 関白マダム（1953年）
- 花吹く風（1953年）
- 嫁の立場（1953年）
- ぶらりひょうたん シミ抜き人生（1953年）
- 美貌と罪（1953年）
- 女学生の手帳 乙女のめざめ（1953年）
- 天馬往来（1953年）
- 朝霧（1953年）
- 別離（1954年）
- 裸形家族（1954年）
- 忠臣蔵 花の巻、雪の巻（1954年）
- 風雲日月双紙（1955年）
- 新婚白書（1955年）
- 燃ゆる限り（1955年）
- 青銅の基督（1955年）
- 父と子と母（1956年）
- 続二等兵物語 五里霧中の巻（1956年）
- 次男坊故郷へ行く（1956年）
- 楽天夫人（1956年）
- 続二等兵物語 南方孤島の巻（1956年）
- この女に手を出すな（1956年）
- 漫才学校 ゴリラ大暴れ（1956年）
- 婦警日誌 婦人科医の告白（1957年）
- 娘三羽烏（1957年）
- 黒い花粉（1958年）
- 現代無宿（1958年）
- 巌流島前夜（1959年）
- 波の塔（1960年）
- 夜の手配師 すけ千人斬り（1971年）
- 青年の樹（1977年）

### テレビドラマ
- 少年探偵団（1960年、CX）
- 夫婦百景　第144回「催眠術夫妻」（1961年、NTV）
- 特別機動捜査隊 （NET）
  - 第86話「孤独」（1963年）
  - 第118話「ながれ」（1964年）
  - 第487話「花咲かぬ春」（1971年）
  - 第571話「歪んだ誘惑」（1971年）
  - 第622話「刑事対検事」（1973年）
- 燃ゆる白虎隊（1965年、TBS）- 西条加奈江
- ライオン奥様劇場「妻の座」（1966年、CX）
- バンパイヤ（1968年、CX）
- 見合い恋愛（1969年）第6話「素敵なライバル」
- セブンティーン -17才-（1969年、NTV）
- 女の顔（1971年、12CH）
- 愛と死の砂漠（1971年、KTV）
- 半七捕物帳 第9話（1971年、NET）
- 清水次郎長（1971年、CX / 東映）-お民
- 刑事くん 第1部 第7話「ドタ靴ポルカ」（1971年、TBS）
- 家族日誌（1972年、TBS）
- 青春をつっ走れ 第16話「泣くんじゃないよ 男なら!」（1972年、CX）
- 山峡の章（1972年、NTV）
- 太陽にほえろ!（NTV / 東宝）
  - 第59話「生命の代償」（1973年） - 井村和代
  - 第87話「島刑事、その恋人の死」（1974年） - 悠木麻江の母親
- プレイガール 第234話「ばら山荘恐怖の連続殺人」（1973年、12CH / 東映） - 八木信子
- 顔で笑って 第11話「結婚ノイローゼ」（1973年、TBS / 大映テレビ） - 小暮早苗
- ぶらり信兵衛 道場破り 第18話（1974年、CX / 東映） - おか
- 伝七捕物帳 第23話「若君暗殺」（1974年、NTV） - 滝川
- ウルトラマンレオ 第17話「見よ! ウルトラ怪奇シリーズ 狼男の花嫁」（1974年、TBS） - 霧島冴子の母
- 水戸黄門（TBS / C.A.L）
  - 第5部 第18話「身がわり花嫁 -宇和島-」（1974年8月5日） - おくに
  - 第9部 第9話「黄門さまの父子裁き -弘前-」（1978年10月2日） - うめ
  - 第12部 第12話「八兵衛身代り危機一髪 -徳島-」（1981年11月16日） - おとよ
  - 第13部 第7話「うなぎ屋義侠の恩返し -浜松-」（1982年11月29日） - とき
  - 第14部 第10話「初春格さん仇討ち相撲 -青森-」（1984年1月2日） - おせき
  - 第15部 第35話「命を賭けた裏切り武士道 -高崎-」（1985年9月23日） - 小栗秀
  - 第16部 第4話「助さん身代り親孝行 -沼津-」（1986年5月19日） - おふじ
  - 第18部 第15話「女意気地の博多織- 博多-」（1988年12月19日） - おしげ
- プレイガールQ 第3話「燃えよ! 女番長」（1974年、12CH / 東映） - 芳恵
- ライオン奥様劇場 / 妻の日の愛のかたみに（1976年、CX）
- 華麗なる刑事 第10話「郷里の唄が聞こえるか?」（1977年、東宝 / CX）
- 砂の器（1977年、俳優座映画放送 / CX） - 田所重喜の妻
- 土曜ワイド劇場 （ANB）
  - 青い鳥を撃て（1977年）
  - 殺意のめぐり逢い（1984年）
- 平岩弓枝ドラマシリーズ （CX）
  - 下町の女・めぐる月日（1979年）
  - 彩の女（1980年）
- 新五捕物帳 第146話「屋根裏の女」（1981年、NTV）
- 松平右近事件帳 第37話「裏切られた友情」（1982年、NTV） - お時
- 長七郎江戸日記 第52話「幻の母を見た」（1985年、NTV）
- 暴れん坊将軍II 第127話「女の聖域 駆込寺無情!」（1985年、ANB / 東映） - 秀峰尼
- ご存知!旗本退屈男III 疑惑渦巻く大奥!謎の美女に将軍のお世継ぎが…幕府転覆か!?決闘!八丈島!!（1989年8月10日、ANB / 東映）